# تپه‌های مزار شیخ احمد
تپه‌های مزار شیخ احمد مربوط به اواخر است و در شهرستان گنبدکاووس، روستای ولی آباد واقع شده و این اثر در تاریخ ۲۲ تیر ۱۳۷۹ با شمارهٔ ثبت ۲۷۲۹ به‌عنوان یکی از آثار ملی ایران به ثبت رسیده است.